# À travers les Flandres féminin 2022
Pour la course masculine, voir À travers les Flandres 2022.
La 10e édition d'À travers les Flandres féminin a lieu le 30 mars 2022. La course fait partie du calendrier international féminin UCI 2022 en catégorie 1.Pro. Elle se déroule en même temps que l'épreuve masculine. Elle est remportée par l'Italienne Chiara Consonni.

## Équipes
| UCI Women's WorldTeams (13)- Team BikeExchange-Jayco - Canyon-SRAM Racing - EF Education-TIBCO-SVB - FDJ Nouvelle Aquitaine Futuroscope - Human Powered Health - Team Jumbo-Visma - Liv Racing Xstra - Movistar Team - Roland Cogeas-Edelweiss Squad - Team DSM - Trek-Segafredo - UAE Team ADQ - Uno-X Pro Cycling Team Équipes féminines continentales (11)- Andy Schleck-CP NVST-Immo Losch - Arkéa Pro Cycling Team - Bingoal-Chevalmeire-Van Eyck Sport - Cofidis - Le col-Wahoo - Multum Accountants - AG Insurance NXTG - Parkhotel Valkenburg - Plantur-Pura - Rupelcleaning - Valcar-Travel & Service |
| |

## Présentation

### Parcours
Dix monts sont au programme de cette édition, dont certains recouverts de pavés :
| Mont | Nom               | Km    | Revêtement | Longueur (m) | Pente moyenne | Pente maxi | Km de l'arrivée |
| ---- | ----------------- | ----- | ---------- | ------------ | ------------- | ---------- | --------------- |
| 1    | Nouveau Quaremont | 25,2  | asphalte   |              |               |            | 94,8            |
| 2    | Hotond            | 29,2  | asphalte   |              |               |            | 90,8            |
| 3    | Kortekeer         | 36,0  | asphalte   | 1 000        | 6,4 %         | 17 %       | 84,0            |
| 4    | Berg Ten Houte    | 49,4  | asphalte   | 1 100        | 6 %           | 21 %       | 70,6            |
| 5    | Kanarieberg       | 55,0  | asphalte   | 1 000        | 7,7 %         |            | 65,0            |
| 6    | Côte de Trieu     | 68,0  | asphalte   | 1 900        | 4,9 %         | 11,8 %     | 52,0            |
| 7    | Hotond            | 71,6  | asphalte   |              |               |            | 48,4            |
| 8    | Ladeuze           | 82,4  |            |              |               |            | 37,6            |
| 9    | Nokereberg        | 98,3  | pavés      | 500          | 5,7 %         | 6,7 %      | 21,7            |
| 10   | Holstraat (nl)    | 111,7 | asphalte   | 1 000        | 5,2 %         | 12 %       | 8,3             |

## Récit de la course
Dans Berg Ten Houte, un groupe se forme avec Jelena Erić, Lucinda Brand, Shari Bossuyt, Leah Kirchmann, Georgia Baker, Liane Lippert, Maaike Boogaard, Mie Bjørndal Ottestad, Julie De Wilde et Anastasia Carbonari. Il est néanmoins rapidement repris. Après le Kanarieberg, à soixante-deux kilomètres de l'arrivée, Brodie Chapman attaque. Annemiek van Vleuten, Elisa Longo Borghini, Cecilie Uttrup Ludwig et Liane Lippert passent également à l'offensive, mais le peloton les reprend. Georgia Baker et Juliette Labous reviennent ensuite sur Chapman. Un regroupement général a lieu. Floortje Mackaij  est l'attaquante suivante. Chapman revient sur la Néerlandaise. Elles comptent trente secondes d'avance au Nokereberg. Un groupe de six poursuivantes est créé. Il contient : Brand, Longo Borghini, Anouska Koster, Elise Chabbey, Lippert et Hannah Barnes. Il est repris à quinze kilomètres de l'arrivée. Ellen van Dijk attaque dans l'Herlegemstraat. Elle est imitée par sa coéquipière Elisa Longo Borghini. Annemiek van Vleuten mène la poursuite et reprend l'Italienne ainsi que l'échappée de tête à huit kilomètres de la ligne. Ellen van Dijk accélère aux six kilomètres puis aux deux kilomètres, mais sans succès. Chiara Consonni gagne le sprint.

## Classements

### Classement final
| \| Classement général \| Classement général \| Classement général \| Classement général \| Classement général \| \| Coureuse \| Coureuse \| Pays \| Équipe \| Temps \| \| ------------------ \| ------------------ \| ------------------ \| ---------------------------------- \| ------------------ \| \| 1re \| Chiara Consonni \| Italie \| Valcar-Travel & Service \| 3 h 06 min 40 s \| \| 2e \| Julie De Wilde \| Belgique \| Plantur-Pura \| + 0 s \| \| 3e \| Elise Chabbey \| Suisse \| Canyon-SRAM Racing \| + 0 s \| \| 4e \| Pfeiffer Georgi \| Royaume-Uni \| Team DSM \| + 0 s \| \| 5e \| Marta Bastianelli \| Italie \| UAE Team ADQ \| + 0 s \| \| 6e \| Rachele Barbieri \| Italie \| Liv Racing Xstra \| + 0 s \| \| 7e \| Marie Le Net \| France \| FDJ-Nouvelle Aquitaine-Futuroscope \| + 0 s \| \| 8e \| Shari Bossuyt \| Belgique \| Canyon-SRAM Racing \| + 0 s \| \| 9e \| Arlenis Sierra \| Cuba \| Movistar Team \| + 0 s \| \| 10e \| Karlijn Swinkels \| Pays-Bas \| Team Jumbo-Visma \| + 0 s \| |                   |             |                                    |                 |
| |                   |             |                                    |                 |
| Sources : ProCyclingStats Cycling Quotient |                   |             |                                    |                 |
| Classement général |                   |             |                                    |                 |
| Coureuse | Coureuse          | Pays        | Équipe                             | Temps           |
| 1re | Chiara Consonni   | Italie      | Valcar-Travel & Service            | 3 h 06 min 40 s |
| 2e | Julie De Wilde    | Belgique    | Plantur-Pura                       | + 0 s           |
| 3e | Elise Chabbey     | Suisse      | Canyon-SRAM Racing                 | + 0 s           |
| 4e | Pfeiffer Georgi   | Royaume-Uni | Team DSM                           | + 0 s           |
| 5e | Marta Bastianelli | Italie      | UAE Team ADQ                       | + 0 s           |
| 6e | Rachele Barbieri  | Italie      | Liv Racing Xstra                   | + 0 s           |
| 7e | Marie Le Net      | France      | FDJ-Nouvelle Aquitaine-Futuroscope | + 0 s           |
| 8e | Shari Bossuyt     | Belgique    | Canyon-SRAM Racing                 | + 0 s           |
| 9e | Arlenis Sierra    | Cuba        | Movistar Team                      | + 0 s           |
| 10e | Karlijn Swinkels  | Pays-Bas    | Team Jumbo-Visma                   | + 0 s           |

### Points UCI
| Position           | 1er | 2e  | 3e  | 4e  | 5e | 6e | 7e | 8e | 9e | 10e | 11e | 12e | 13e | 14e | 15e | 16e à 25e |
| Classement général | 200 | 150 | 125 | 100 | 85 | 70 | 60 | 50 | 40 | 35  | 30  | 25  | 20  | 15  | 10  | 5         |

## Liste des participantes
| Movistar Team MOV | Movistar Team MOV          | Movistar Team MOV |
| ----------------- | -------------------------- | ----------------- |
| Num               | Coureuse                   | Pos               |
| 1                 | Annemiek van Vleuten (NED) | 21e               |
| 2                 | Jelena Erić (SRB) (route)  | 109e              |
| 3                 | Sheyla Gutiérrez (ESP)     | AB                |
| 4                 | Lourdes Oyarbide (ESP)     | 64e               |
| 5                 | Sarah Gigante (AUS)        | 110e              |
| 6                 | Arlenis Sierra (CUB)       | 9e                |

| Trek-Segafredo TFS | Trek-Segafredo TFS                 | Trek-Segafredo TFS |
| ------------------ | ---------------------------------- | ------------------ |
| Num                | Coureuse                           | Pos                |
| 11                 | Lucinda Brand (NED)                | 11e                |
| 12                 | Chloe Hosking (AUS)                | 106e               |
| 13                 | Elisa Longo Borghini (ITA) (route) | 25e                |
| 14                 | Leah Thomas (USA)                  | 60e                |
| 15                 | Lauretta Hanson (AUS)              | 104e               |
| 16                 | Ellen van Dijk (NED) (route)       | 20e                |

| Team Jumbo-Visma TJV | Team Jumbo-Visma TJV   | Team Jumbo-Visma TJV |
| -------------------- | ---------------------- | -------------------- |
| Num                  | Coureuse               | Pos                  |
| 21                   | Amber Kraak (NED)      | 47e                  |
| 22                   | Teuntje Beekhuis (NED) | 30e                  |
| 23                   | Anouska Koster (NED)   | 16e                  |
| 24                   | Linda Riedmann (GER)   | 43e                  |
| 25                   | Noemi Rüegg (SUI)      | 44e                  |
| 26                   | Karlijn Swinkels (NED) | 10e                  |

| Canyon-SRAM Racing CSR | Canyon-SRAM Racing CSR | Canyon-SRAM Racing CSR |
| ---------------------- | ---------------------- | ---------------------- |
| Num                    | Coureuse               | Pos                    |
| 31                     | Shari Bossuyt (BEL)    | 8e                     |
| 32                     | Maud Oudeman (NED)     | 77e                    |
| 33                     | Elise Chabbey (SUI)    | 3e                     |
| 34                     | Mikayla Harvey (NZL)   | 59e                    |
| 35                     | Sarah Roy (AUS)        | 27e                    |
| 36                     | Soraya Paladin (ITA)   | AB                     |

| EF Education-TIBCO-SVB TIB | EF Education-TIBCO-SVB TIB | EF Education-TIBCO-SVB TIB |
| -------------------------- | -------------------------- | -------------------------- |
| Num                        | Coureuse                   | Pos                        |
| 41                         | Tanja Erath (GER)          | 83e                        |
| 42                         | Veronica Ewers (USA)       | 54e                        |
| 43                         | Emma Langley (USA)         | 108e                       |
| 44                         | Sara Poidevin (CAN)        | 107e                       |
| 45                         | Elizabeth Banks (GBR)      | 113e                       |
| 46                         | Letizia Borghesi (ITA)     | 12e                        |

| FDJ-Nouvelle Aquitaine-Futuroscope FSF | FDJ-Nouvelle Aquitaine-Futuroscope FSF | FDJ-Nouvelle Aquitaine-Futuroscope FSF |
| -------------------------------------- | -------------------------------------- | -------------------------------------- |
| Num                                    | Coureuse                               | Pos                                    |
| 51                                     | Cecilie Uttrup Ludwig (DEN)            | 24e                                    |
| 52                                     | Brodie Chapman (AUS)                   | 28e                                    |
| 53                                     | Maëlle Grossetête (FRA)                | 100e                                   |
| 54                                     | Emilia Fahlin (SWE)                    | 99e                                    |
| 55                                     | Marie Le Net (FRA)                     | 7e                                     |
| 56                                     | Victorie Guilman (FRA)                 | 56e                                    |

| Human Powered Health HPW | Human Powered Health HPW | Human Powered Health HPW |
| ------------------------ | ------------------------ | ------------------------ |
| Num                      | Coureuse                 | Pos                      |
| 62                       | Evy Kuijpers (NED)       | AB                       |
| 63                       | Makayla MacPherson (USA) | AB                       |
| 64                       | Barbara Malcotti (ITA)   | 55e                      |
| 66                       | Eri Yonamine (JPN)       | 111e                     |

| Liv Racing Xstra LIV | Liv Racing Xstra LIV   | Liv Racing Xstra LIV |
| -------------------- | ---------------------- | -------------------- |
| Num                  | Coureuse               | Pos                  |
| 71                   | Valerie Demey (BEL)    | 31e                  |
| 72                   | Rachele Barbieri (ITA) | 6e                   |
| 74                   | Marta Jaskulska (POL)  | 19e                  |
| 75                   | Katia Ragusa (ITA)     | AB                   |
| 76                   | Eva Buurman (NED)      | AB                   |

| Roland Cogeas-Edelweiss Squad CGS | Roland Cogeas-Edelweiss Squad CGS | Roland Cogeas-Edelweiss Squad CGS |
| --------------------------------- | --------------------------------- | --------------------------------- |
| Num                               | Coureuse                          | Pos                               |
| 81                                | Hannah Buch (GER)                 | AB                                |
| 82                                | Tamara Dronova (RUS)              | 14e                               |
| 83                                | Gulnaz Khatuntseva (RUS)          | 78e                               |
| 84                                | Diana Klimova (RUS)               | AB                                |
| 86                                | Léa Stern (SUI)                   | AB                                |

| Team BikeExchange-Jayco BEX | Team BikeExchange-Jayco BEX | Team BikeExchange-Jayco BEX |
| --------------------------- | --------------------------- | --------------------------- |
| Num                         | Coureuse                    | Pos                         |
| 91                          | Amanda Spratt (AUS)         | 63e                         |
| 92                          | Jessica Allen (AUS)         | 101e                        |
| 93                          | Georgia Baker (AUS)         | 26e                         |
| 94                          | Nina Kessler (NED)          | 36e                         |
| 95                          | Alexandra Manly (AUS)       | 23e                         |
| 96                          | Ruby Roseman-Gannon (AUS)   | 17e                         |

| Team DSM DSM | Team DSM DSM                  | Team DSM DSM |
| ------------ | ----------------------------- | ------------ |
| Num          | Coureuse                      | Pos          |
| 101          | Floortje Mackaij (NED)        | 18e          |
| 102          | Leah Kirchmann (CAN)          | 50e          |
| 103          | Megan Jastrab (USA)           | 37e          |
| 104          | Juliette Labous (FRA)         | 32e          |
| 105          | Liane Lippert (GER)           | 22e          |
| 106          | Pfeiffer Georgi (GBR) (route) | 4e           |

| UAE Team ADQ UAD | UAE Team ADQ UAD            | UAE Team ADQ UAD |
| ---------------- | --------------------------- | ---------------- |
| Num              | Coureuse                    | Pos              |
| 111              | Marta Bastianelli (ITA)     | 5e               |
| 112              | Sofia Bertizzolo (ITA)      | 68e              |
| 113              | Maaike Boogaard (NED)       | 15e              |
| 114              | Eugenia Bujak (SLO) (route) | 35e              |
| 115              | Alena Ivanchenko (RUS)      | 53e              |
| 116              | Anna Trevisi (ITA)          | 91e              |

| Uno-X Pro Cycling Team UXT | Uno-X Pro Cycling Team UXT  | Uno-X Pro Cycling Team UXT |
| -------------------------- | --------------------------- | -------------------------- |
| Num                        | Coureuse                    | Pos                        |
| 121                        | Hannah Barnes (GBR)         | 34e                        |
| 122                        | Susanne Andersen (NOR)      | 13e                        |
| 123                        | Hannah Ludwig (GER)         | 85e                        |
| 124                        | Wilma Olausson (SWE)        | AB                         |
| 125                        | Mie Bjørndal Ottestad (NOR) | 39e                        |
| 126                        | Amalie Lutro (NOR)          | AB                         |

| Andy Schleck-CP NVST-Immo Losch ASC | Andy Schleck-CP NVST-Immo Losch ASC | Andy Schleck-CP NVST-Immo Losch ASC |
| ----------------------------------- | ----------------------------------- | ----------------------------------- |
| Num                                 | Coureuse                            | Pos                                 |
| 132                                 | Georgia Danford (AUS)               | 86e                                 |
| 133                                 | Zsófia Szabó (HUN)                  | AB                                  |
| 134                                 | Sarah Rijkes (AUT)                  | AB                                  |
| 136                                 | Friederike Stern (GER)              | AB                                  |

| Arkéa Pro Cycling Team ARK | Arkéa Pro Cycling Team ARK | Arkéa Pro Cycling Team ARK |
| -------------------------- | -------------------------- | -------------------------- |
| Num                        | Coureuse                   | Pos                        |
| 141                        | Julia Biryukova (UKR)      | 80e                        |
| 142                        | Morgane Coston (FRA)       | 93e                        |
| 143                        | Amandine Fouquenet (FRA)   | 57e                        |
| 144                        | Pauline Allin (FRA)        | 71e                        |
| 145                        | Anaïs Morichon (FRA)       | 69e                        |
| 146                        | Greta Richioud (FRA)       | 62e                        |

| Bingoal-Chevalmeire-Van Eyck Sport BCV | Bingoal-Chevalmeire-Van Eyck Sport BCV | Bingoal-Chevalmeire-Van Eyck Sport BCV |
| -------------------------------------- | -------------------------------------- | -------------------------------------- |
| Num                                    | Coureuse                               | Pos                                    |
| 151                                    | Minke Bakker (NED)                     | AB                                     |
| 152                                    | Lotte Claes (BEL)                      | 97e                                    |
| 153                                    | Naomi de Roeck (BEL)                   | 89e                                    |
| 154                                    | Olha Kulynych (UKR)                    | 95e                                    |
| 155                                    | Claudia Jongerius (NED)                | AB                                     |
| 156                                    | Danique Braam (NED)                    | 74e                                    |

| Cofidis COF | Cofidis COF              | Cofidis COF |
| ----------- | ------------------------ | ----------- |
| Num         | Coureuse                 | Pos         |
| 161         | Martina Alzini (ITA)     | 66e         |
| 162         | Victoire Berteau (FRA)   | 65e         |
| 163         | Alana Castrique (BEL)    | 38e         |
| 164         | Valentine Fortin (FRA)   | AB          |
| 165         | Pernille Mathiesen (DEN) | 112e        |
| 166         | Rachel Neylan (AUS)      | 58e         |

| IBCT IBC | IBCT IBC                       | IBCT IBC |
| -------- | ------------------------------ | -------- |
| Num      | Coureuse                       | Pos      |
| 171      | Loes Adegeest (NED)            | 88e      |
| 172      | Lena Charlotte Reißner (GER)   | 90e      |
| 173      | Svenja Betz (GER)              | 87e      |
| 174      | Antonia Gröndahl (FIN) (route) | 105e     |
| 175      | Megan Armitage (IRL)           | 92e      |
| 176      | Haylee Fuller (AUS)            | 96e      |

| Le Col-Wahoo DRP | Le Col-Wahoo DRP            | Le Col-Wahoo DRP |
| ---------------- | --------------------------- | ---------------- |
| Num              | Coureuse                    | Pos              |
| 181              | Anna Christian (GBR)        | 98e              |
| 182              | Maria Martins (POR) (route) | AB               |
| 183              | April Tacey (GBR)           | 52e              |
| 184              | Eider Merino (ESP)          | 102e             |
| 185              | Gladys Verhulst (FRA)       | 103e             |
| 186              | Alice Towers (GBR)          | 41e              |

| Multum Accountants MUL | Multum Accountants MUL  | Multum Accountants MUL |
| ---------------------- | ----------------------- | ---------------------- |
| Num                    | Coureuse                | Pos                    |
| 191                    | Fien Delbaere (BEL)     | 76e                    |
| 192                    | Marthe Goossens (BEL)   | 48e                    |
| 193                    | Sara Maes (BEL)         | AB                     |
| 194                    | Elisa Serné (NED)       | 73e                    |
| 195                    | Julie Stockman (BEL)    | AB                     |
| 196                    | Céline van Houtum (NED) | AB                     |

| AG Insurance NXTG AGI | AG Insurance NXTG AGI    | AG Insurance NXTG AGI |
| --------------------- | ------------------------ | --------------------- |
| Num                   | Coureuse                 | Pos                   |
| 201                   | Maureen Arens (NED)      | 81e                   |
| 202                   | Cassia Boglio (AUS)      | 94e                   |
| 203                   | Amelia Sharpe (GBR)      | AB                    |
| 204                   | Lone Meertens (BEL)      | 46e                   |
| 205                   | Yuli Van der Molen (NED) | AB                    |
| 206                   | Eline Van Rooijen (NED)  | 79e                   |

| Parkhotel Valkenburg PHV | Parkhotel Valkenburg PHV   | Parkhotel Valkenburg PHV |
| ------------------------ | -------------------------- | ------------------------ |
| Num                      | Coureuse                   | Pos                      |
| 211                      | Pien Limpens (NED)         | 82e                      |
| 212                      | Lieke Nooijen (NED)        | AB                       |
| 213                      | Quinty Schoens (NED)       | 40e                      |
| 214                      | Julia van Bokhoven (NED)   | AB                       |
| 215                      | Kirstie van Haaften (NED)  | 51e                      |
| 216                      | Rosalie Van der Wolf (NED) | 84e                      |

| Plantur-Pura PLP | Plantur-Pura PLP           | Plantur-Pura PLP |
| ---------------- | -------------------------- | ---------------- |
| Num              | Coureuse                   | Pos              |
| 221              | Inge van der Heijden (NED) | 67e              |
| 222              | Sanne Cant (BEL)           | 33e              |
| 223              | Julie De Wilde (BEL)       | 2e               |
| 224              | Justine Ghekiere (BEL)     | 49e              |
| 225              | Laura Süßemilch (GER)      | 29e              |
| 226              | Julie Van de Velde (BEL)   | 72e              |

| Valcar-Travel & Service VAL | Valcar-Travel & Service VAL | Valcar-Travel & Service VAL |
| --------------------------- | --------------------------- | --------------------------- |
| Num                         | Coureuse                    | Pos                         |
| 231                         | Alice Maria Arzuffi (ITA)   | 45e                         |
| 232                         | Anastasia Carbonari (LAT)   | 70e                         |
| 233                         | Chiara Consonni (ITA)       | 1re                         |
| 234                         | Olivia Baril (CAN)          | 61e                         |
| 235                         | Karolina Kumięga (POL)      | 75e                         |
| 236                         | Margaux Vigié (FRA)         | 42e                         |

| Movistar Team MOV | Movistar Team MOV          | Movistar Team MOV |
| ----------------- | -------------------------- | ----------------- |
| Num               | Coureuse                   | Pos               |
| 1                 | Annemiek van Vleuten (NED) | 21e               |
| 2                 | Jelena Erić (SRB) (route)  | 109e              |
| 3                 | Sheyla Gutiérrez (ESP)     | AB                |
| 4                 | Lourdes Oyarbide (ESP)     | 64e               |
| 5                 | Sarah Gigante (AUS)        | 110e              |
| 6                 | Arlenis Sierra (CUB)       | 9e                |

| Trek-Segafredo TFS | Trek-Segafredo TFS                 | Trek-Segafredo TFS |
| ------------------ | ---------------------------------- | ------------------ |
| Num                | Coureuse                           | Pos                |
| 11                 | Lucinda Brand (NED)                | 11e                |
| 12                 | Chloe Hosking (AUS)                | 106e               |
| 13                 | Elisa Longo Borghini (ITA) (route) | 25e                |
| 14                 | Leah Thomas (USA)                  | 60e                |
| 15                 | Lauretta Hanson (AUS)              | 104e               |
| 16                 | Ellen van Dijk (NED) (route)       | 20e                |

| Team Jumbo-Visma TJV | Team Jumbo-Visma TJV   | Team Jumbo-Visma TJV |
| -------------------- | ---------------------- | -------------------- |
| Num                  | Coureuse               | Pos                  |
| 21                   | Amber Kraak (NED)      | 47e                  |
| 22                   | Teuntje Beekhuis (NED) | 30e                  |
| 23                   | Anouska Koster (NED)   | 16e                  |
| 24                   | Linda Riedmann (GER)   | 43e                  |
| 25                   | Noemi Rüegg (SUI)      | 44e                  |
| 26                   | Karlijn Swinkels (NED) | 10e                  |

| Canyon-SRAM Racing CSR | Canyon-SRAM Racing CSR | Canyon-SRAM Racing CSR |
| ---------------------- | ---------------------- | ---------------------- |
| Num                    | Coureuse               | Pos                    |
| 31                     | Shari Bossuyt (BEL)    | 8e                     |
| 32                     | Maud Oudeman (NED)     | 77e                    |
| 33                     | Elise Chabbey (SUI)    | 3e                     |
| 34                     | Mikayla Harvey (NZL)   | 59e                    |
| 35                     | Sarah Roy (AUS)        | 27e                    |
| 36                     | Soraya Paladin (ITA)   | AB                     |

| EF Education-TIBCO-SVB TIB | EF Education-TIBCO-SVB TIB | EF Education-TIBCO-SVB TIB |
| -------------------------- | -------------------------- | -------------------------- |
| Num                        | Coureuse                   | Pos                        |
| 41                         | Tanja Erath (GER)          | 83e                        |
| 42                         | Veronica Ewers (USA)       | 54e                        |
| 43                         | Emma Langley (USA)         | 108e                       |
| 44                         | Sara Poidevin (CAN)        | 107e                       |
| 45                         | Elizabeth Banks (GBR)      | 113e                       |
| 46                         | Letizia Borghesi (ITA)     | 12e                        |

| FDJ-Nouvelle Aquitaine-Futuroscope FSF | FDJ-Nouvelle Aquitaine-Futuroscope FSF | FDJ-Nouvelle Aquitaine-Futuroscope FSF |
| -------------------------------------- | -------------------------------------- | -------------------------------------- |
| Num                                    | Coureuse                               | Pos                                    |
| 51                                     | Cecilie Uttrup Ludwig (DEN)            | 24e                                    |
| 52                                     | Brodie Chapman (AUS)                   | 28e                                    |
| 53                                     | Maëlle Grossetête (FRA)                | 100e                                   |
| 54                                     | Emilia Fahlin (SWE)                    | 99e                                    |
| 55                                     | Marie Le Net (FRA)                     | 7e                                     |
| 56                                     | Victorie Guilman (FRA)                 | 56e                                    |

| Human Powered Health HPW | Human Powered Health HPW | Human Powered Health HPW |
| ------------------------ | ------------------------ | ------------------------ |
| Num                      | Coureuse                 | Pos                      |
| 62                       | Evy Kuijpers (NED)       | AB                       |
| 63                       | Makayla MacPherson (USA) | AB                       |
| 64                       | Barbara Malcotti (ITA)   | 55e                      |
| 66                       | Eri Yonamine (JPN)       | 111e                     |

| Liv Racing Xstra LIV | Liv Racing Xstra LIV   | Liv Racing Xstra LIV |
| -------------------- | ---------------------- | -------------------- |
| Num                  | Coureuse               | Pos                  |
| 71                   | Valerie Demey (BEL)    | 31e                  |
| 72                   | Rachele Barbieri (ITA) | 6e                   |
| 74                   | Marta Jaskulska (POL)  | 19e                  |
| 75                   | Katia Ragusa (ITA)     | AB                   |
| 76                   | Eva Buurman (NED)      | AB                   |

| Roland Cogeas-Edelweiss Squad CGS | Roland Cogeas-Edelweiss Squad CGS | Roland Cogeas-Edelweiss Squad CGS |
| --------------------------------- | --------------------------------- | --------------------------------- |
| Num                               | Coureuse                          | Pos                               |
| 81                                | Hannah Buch (GER)                 | AB                                |
| 82                                | Tamara Dronova (RUS)              | 14e                               |
| 83                                | Gulnaz Khatuntseva (RUS)          | 78e                               |
| 84                                | Diana Klimova (RUS)               | AB                                |
| 86                                | Léa Stern (SUI)                   | AB                                |

| Team BikeExchange-Jayco BEX | Team BikeExchange-Jayco BEX | Team BikeExchange-Jayco BEX |
| --------------------------- | --------------------------- | --------------------------- |
| Num                         | Coureuse                    | Pos                         |
| 91                          | Amanda Spratt (AUS)         | 63e                         |
| 92                          | Jessica Allen (AUS)         | 101e                        |
| 93                          | Georgia Baker (AUS)         | 26e                         |
| 94                          | Nina Kessler (NED)          | 36e                         |
| 95                          | Alexandra Manly (AUS)       | 23e                         |
| 96                          | Ruby Roseman-Gannon (AUS)   | 17e                         |

| Team DSM DSM | Team DSM DSM                  | Team DSM DSM |
| ------------ | ----------------------------- | ------------ |
| Num          | Coureuse                      | Pos          |
| 101          | Floortje Mackaij (NED)        | 18e          |
| 102          | Leah Kirchmann (CAN)          | 50e          |
| 103          | Megan Jastrab (USA)           | 37e          |
| 104          | Juliette Labous (FRA)         | 32e          |
| 105          | Liane Lippert (GER)           | 22e          |
| 106          | Pfeiffer Georgi (GBR) (route) | 4e           |

| UAE Team ADQ UAD | UAE Team ADQ UAD            | UAE Team ADQ UAD |
| ---------------- | --------------------------- | ---------------- |
| Num              | Coureuse                    | Pos              |
| 111              | Marta Bastianelli (ITA)     | 5e               |
| 112              | Sofia Bertizzolo (ITA)      | 68e              |
| 113              | Maaike Boogaard (NED)       | 15e              |
| 114              | Eugenia Bujak (SLO) (route) | 35e              |
| 115              | Alena Ivanchenko (RUS)      | 53e              |
| 116              | Anna Trevisi (ITA)          | 91e              |

| Uno-X Pro Cycling Team UXT | Uno-X Pro Cycling Team UXT  | Uno-X Pro Cycling Team UXT |
| -------------------------- | --------------------------- | -------------------------- |
| Num                        | Coureuse                    | Pos                        |
| 121                        | Hannah Barnes (GBR)         | 34e                        |
| 122                        | Susanne Andersen (NOR)      | 13e                        |
| 123                        | Hannah Ludwig (GER)         | 85e                        |
| 124                        | Wilma Olausson (SWE)        | AB                         |
| 125                        | Mie Bjørndal Ottestad (NOR) | 39e                        |
| 126                        | Amalie Lutro (NOR)          | AB                         |

| Andy Schleck-CP NVST-Immo Losch ASC | Andy Schleck-CP NVST-Immo Losch ASC | Andy Schleck-CP NVST-Immo Losch ASC |
| ----------------------------------- | ----------------------------------- | ----------------------------------- |
| Num                                 | Coureuse                            | Pos                                 |
| 132                                 | Georgia Danford (AUS)               | 86e                                 |
| 133                                 | Zsófia Szabó (HUN)                  | AB                                  |
| 134                                 | Sarah Rijkes (AUT)                  | AB                                  |
| 136                                 | Friederike Stern (GER)              | AB                                  |

| Arkéa Pro Cycling Team ARK | Arkéa Pro Cycling Team ARK | Arkéa Pro Cycling Team ARK |
| -------------------------- | -------------------------- | -------------------------- |
| Num                        | Coureuse                   | Pos                        |
| 141                        | Julia Biryukova (UKR)      | 80e                        |
| 142                        | Morgane Coston (FRA)       | 93e                        |
| 143                        | Amandine Fouquenet (FRA)   | 57e                        |
| 144                        | Pauline Allin (FRA)        | 71e                        |
| 145                        | Anaïs Morichon (FRA)       | 69e                        |
| 146                        | Greta Richioud (FRA)       | 62e                        |

| Bingoal-Chevalmeire-Van Eyck Sport BCV | Bingoal-Chevalmeire-Van Eyck Sport BCV | Bingoal-Chevalmeire-Van Eyck Sport BCV |
| -------------------------------------- | -------------------------------------- | -------------------------------------- |
| Num                                    | Coureuse                               | Pos                                    |
| 151                                    | Minke Bakker (NED)                     | AB                                     |
| 152                                    | Lotte Claes (BEL)                      | 97e                                    |
| 153                                    | Naomi de Roeck (BEL)                   | 89e                                    |
| 154                                    | Olha Kulynych (UKR)                    | 95e                                    |
| 155                                    | Claudia Jongerius (NED)                | AB                                     |
| 156                                    | Danique Braam (NED)                    | 74e                                    |

| Cofidis COF | Cofidis COF              | Cofidis COF |
| ----------- | ------------------------ | ----------- |
| Num         | Coureuse                 | Pos         |
| 161         | Martina Alzini (ITA)     | 66e         |
| 162         | Victoire Berteau (FRA)   | 65e         |
| 163         | Alana Castrique (BEL)    | 38e         |
| 164         | Valentine Fortin (FRA)   | AB          |
| 165         | Pernille Mathiesen (DEN) | 112e        |
| 166         | Rachel Neylan (AUS)      | 58e         |

| IBCT IBC | IBCT IBC                       | IBCT IBC |
| -------- | ------------------------------ | -------- |
| Num      | Coureuse                       | Pos      |
| 171      | Loes Adegeest (NED)            | 88e      |
| 172      | Lena Charlotte Reißner (GER)   | 90e      |
| 173      | Svenja Betz (GER)              | 87e      |
| 174      | Antonia Gröndahl (FIN) (route) | 105e     |
| 175      | Megan Armitage (IRL)           | 92e      |
| 176      | Haylee Fuller (AUS)            | 96e      |

| Le Col-Wahoo DRP | Le Col-Wahoo DRP            | Le Col-Wahoo DRP |
| ---------------- | --------------------------- | ---------------- |
| Num              | Coureuse                    | Pos              |
| 181              | Anna Christian (GBR)        | 98e              |
| 182              | Maria Martins (POR) (route) | AB               |
| 183              | April Tacey (GBR)           | 52e              |
| 184              | Eider Merino (ESP)          | 102e             |
| 185              | Gladys Verhulst (FRA)       | 103e             |
| 186              | Alice Towers (GBR)          | 41e              |

| Multum Accountants MUL | Multum Accountants MUL  | Multum Accountants MUL |
| ---------------------- | ----------------------- | ---------------------- |
| Num                    | Coureuse                | Pos                    |
| 191                    | Fien Delbaere (BEL)     | 76e                    |
| 192                    | Marthe Goossens (BEL)   | 48e                    |
| 193                    | Sara Maes (BEL)         | AB                     |
| 194                    | Elisa Serné (NED)       | 73e                    |
| 195                    | Julie Stockman (BEL)    | AB                     |
| 196                    | Céline van Houtum (NED) | AB                     |

| AG Insurance NXTG AGI | AG Insurance NXTG AGI    | AG Insurance NXTG AGI |
| --------------------- | ------------------------ | --------------------- |
| Num                   | Coureuse                 | Pos                   |
| 201                   | Maureen Arens (NED)      | 81e                   |
| 202                   | Cassia Boglio (AUS)      | 94e                   |
| 203                   | Amelia Sharpe (GBR)      | AB                    |
| 204                   | Lone Meertens (BEL)      | 46e                   |
| 205                   | Yuli Van der Molen (NED) | AB                    |
| 206                   | Eline Van Rooijen (NED)  | 79e                   |

| Parkhotel Valkenburg PHV | Parkhotel Valkenburg PHV   | Parkhotel Valkenburg PHV |
| ------------------------ | -------------------------- | ------------------------ |
| Num                      | Coureuse                   | Pos                      |
| 211                      | Pien Limpens (NED)         | 82e                      |
| 212                      | Lieke Nooijen (NED)        | AB                       |
| 213                      | Quinty Schoens (NED)       | 40e                      |
| 214                      | Julia van Bokhoven (NED)   | AB                       |
| 215                      | Kirstie van Haaften (NED)  | 51e                      |
| 216                      | Rosalie Van der Wolf (NED) | 84e                      |

| Plantur-Pura PLP | Plantur-Pura PLP           | Plantur-Pura PLP |
| ---------------- | -------------------------- | ---------------- |
| Num              | Coureuse                   | Pos              |
| 221              | Inge van der Heijden (NED) | 67e              |
| 222              | Sanne Cant (BEL)           | 33e              |
| 223              | Julie De Wilde (BEL)       | 2e               |
| 224              | Justine Ghekiere (BEL)     | 49e              |
| 225              | Laura Süßemilch (GER)      | 29e              |
| 226              | Julie Van de Velde (BEL)   | 72e              |

| Valcar-Travel & Service VAL | Valcar-Travel & Service VAL | Valcar-Travel & Service VAL |
| --------------------------- | --------------------------- | --------------------------- |
| Num                         | Coureuse                    | Pos                         |
| 231                         | Alice Maria Arzuffi (ITA)   | 45e                         |
| 232                         | Anastasia Carbonari (LAT)   | 70e                         |
| 233                         | Chiara Consonni (ITA)       | 1re                         |
| 234                         | Olivia Baril (CAN)          | 61e                         |
| 235                         | Karolina Kumięga (POL)      | 75e                         |
| 236                         | Margaux Vigié (FRA)         | 42e                         |